# Szövetségi kapitány
Egyes sportágakban a szövetségi kapitány a nemzeti sportszövetség által kinevezett edző, aki iránymutatásaival és utasításaival segíti a nemzeti válogatottat vagy a nemzet színeiben induló egyéni sportolókat. Feladata a csapat összeállítása, a felkészülés irányítása és a versenyeken való segítő közreműködés.